# 陈舟
陈舟（1952年—），江苏海安人。汉族。加入中国共产党。军事科学院研究生部军事战略学专业毕业。
2015年3月前，任军事科学院研究员。
2013年，当选第十二届全国人民代表大会解放军代表。